# Сабо, Валерия
Валерия Сабо (венг. Szabó Valéria; род. 2 марта 1983, Будапешт) — венгерская гандболистка, линейная подмосковной команды «Звезда» и сборной Венгрии.

## Клубная карьера
Первый тренер: Йожеф Варга. Выступала на родине в составе команд «Фехервар», «Дебрецен», «Ходмезёвашархей», «Хайдунанаш» и «Сегед» (в двух последних на правах аренды). Чемпионка Венгрии 2010 и 2011 годов в составе «Дебрецена», победительница Кубка ЕГФ 2004/2005 в составе «Фехервара». В августе 2011 года перешла в российскую команду «Звезда» из Звенигорода, став первым легионером в её истории.

## Карьера в сборной
В составе молодёжной сборной Венгрии в 2003 году взяла серебряные медали чемпионата мира (в финале венгерки проиграли команде России 26:24). В сборной Венгрии дебютировала 14 октября 2008 в матче против сборной Франции. Играла на чемпионате мира 2009 года и чемпионате Европы 2010 года, в 2012 году завоевала бронзовую медаль чемпионата Европы в Сербии.

## Личная жизнь
Валерия известна в командах под прозвищами «Валюша» и «Лали». Владеет английским языком, при помощи партнёров по команде изучает русский язык.